# Un lapin à succès
Pour les articles homonymes, voir What's Up Doc?.
Pour plus de détails, voir Fiche technique et Distribution.
Un lapin à succès, ou Qu’est-ce qui ne va pas, mon vieux ? (titre original : What's Up, Doc? ou What's Up Doc?), est un cartoon des Looney Tunes réalisé par Robert McKimson, mettant en scène Bugs Bunny et Elmer Fudd, sorti en 1950.

## Synopsis
Dans une villa chic, au bord d'une magnifique piscine, Bugs reçoit un coup de téléphone où il lui est demandé de raconter comment il est devenu une star.
Bugs est né par erreur dans une maternité d'humains. Bien qu'à peine né, il se rend déjà compte de sa différence. Dès son plus jeune âge, Bugs révèle des dons de musicien. Puis de danseur hors pair au cours de l'adolescence. Plus tard, arrivé dans le monde du travail, Bugs est constamment assailli de propositions d'emplois et finit par accepter d'être un comédien. Son succès est météorique, mais en voulant remplacer une star, il décline jusqu'à devenir un clochard. Il se fait remarquer par le très grand comique Elmer qui, après avoir renvoyé d'autres comédiens has-been, embauche Bugs dans son spectacle... mais comme faire-valoir. Il devient le souffre-douleur d'Elmer. Bugs, dans un déplacement à New York, prend sa revanche. C'est au moment où Elmer revient furieux avec un fusil que Bugs lance son fameux « Euuuh... Quoi de neuf docteur ? » Le public semble apprécier. La popularité de Bugs devient gigantesque : des milliers et des milliers de fans veulent avoir Bugs auprès d'eux. Il finit par se retirer chez les frères Warner et nous voyons Bugs et Elmer tourner un film qui se termine par une chanson exécutée par eux-mêmes.
Bugs, ayant fini de raconter son histoire, se rend compte qu'il est en retard pour son nouveau film : « Quoi de neuf docteur ».

## Musique
- Carl W. Stalling (non crédité)

## Les «prédictions» fumeuses dans le dessin animé
- Dans le cartoon, Bugs refuse des dizaines de scripts, parmi lesquels figure un qui est Mon père et nous. Bugs prédit alors qu'il n'aura guère de succès. Mais il se trouve que le script a été utilisé pour une pièce bien réelle, qui a été jouée 3221 fois, faisant d'elle la pièce (non musicale) la plus longtemps jouée dans toute l'histoire de Broadway.
- Les vedettes Al Jolson, Jack Benny, Eddie Cantor et Bing Crosby sont caricaturés comme des minables, qui s'appliquent à leur petit jeu routinier quand Elmer apparaît. Elmer remarque alors Bugs et l'apostrophe : « Pourquoi vous mêlez-vous à ces types ? Ils n'arriveront jamais à rien. »

## Impact du dessin animé
Le titre original du film, What's up, Doc? (Quoi d'neuf, docteur ? littéralement en français) est la phrase de référence dite par Bugs Bunny dans la plupart de ses apparitions. En 1972, Peter Bogdanovich va au-delà de l'hommage éponyme avec son film On s'fait la valise, Doc ? (What's Up, Doc?), que parsèment des extraits de Bugs Bunny à la télévision prononçant sa phrase fétiche.